# Иверка (станция)
Иве́рка — посёлок при станции в Ижморском районе Кемеровской области. Входит в состав Троицкого сельского поселения.

## География
Центральная часть населённого пункта расположена на высоте 219 м над уровнем моря.

## Население
| 2010 |
| ---- |
| 53   |

### Половой состав
По данным Всероссийской переписи населения 2010 года, в посёлке при станции Иверка проживало 53 человека (27 мужчин, 26 женщин).